# Ifrane (provins)
Ifrane (arabiska: إقليم إفران, franska: Province de Ifrane) är en provins i Marocko.   Den ligger i regionen Fès-Meknès, 170 km sydost om huvudstaden Rabat. Antalet invånare är 143 380. Arean är 331 kvadratkilometer.